# Malgaški arijari
Malgaški arijari, ISO 4217: MGA je službeno sredstvo plaćanja na Madagaskaru. Označava se simbolom Ar, a dijeli se na 5 iraimbilanja.

Arijari je uveden 1961. godine, kada je zamijenio malgaški franak, i to u omjeru 1 arijari za 100 malgaških franaka.

U optjecaju su kovanice od 1 i 2 iraimbilanja, te 1, 2, 4, 5, 10, 20 i 50 arijariji, i novčanice od 100, 200, 500, 1000, 2000, 5000 i 10,000 arijarija.